# Leiomitrium plicatum
Leiomitrium plicatum là một loài rêu trong họ Orthotrichaceae. Loài này được (P. Beauv.) Mitt. mô tả khoa học đầu tiên năm 1879.